# Chromocryptus mesorufus
Chromocryptus mesorufus är en stekelart som beskrevs av Joseph Augustine Cushman 1930. Chromocryptus mesorufus ingår i släktet Chromocryptus och familjen brokparasitsteklar. Inga underarter finns listade i Catalogue of Life.